# Joachim Murat
Joachim Murat, (La Bastida de Murat, Òlt, 25 de març de 1767 - Pizzo, Calàbria, Itàlia, 13 d'octubre de 1815) va ser un noble i militar francès al servei del seu cunyat Napoleó, Gran Duc de Berg i Clèveris, mariscal de França i rei de Nàpols entre 1808 i 1815.

## Biografia
Fill d'un hostaler, va abandonar els seus estudis de teologia per a allistar-se a l'exèrcit, després d'esclatar la Revolució Francesa. Va formar part de la guàrdia constitucional de Lluís XVI i va esdevenir general durant la campanya d'Egipte. Va tenir un paper crucial en la segona batalla d'Aboukir, on va capturar el cap de l'exèrcit enemic després d'haver patit una ferida per arma de foc.
Va participar activament en el cop d'estat del 18 de brumari de l'any VIII de la Revolució Francesa (el que correspondria amb el 9 de novembre de 1799) i va esdevenir comandant de la Guàrdia Consular. Es va casar amb Carolina, germana de Napoleó Bonaparte l'any 1800. El 10 de novembre va ser elegit diputat pel departament d'Olt i Garona. Va substituir Jean-Andoche Junot, Duc d'Abrantes, caigut en desgràcia, com a comandant de la primera divisió militar de París i governador de París, amb 60.000 homes sota el seu comandament. Responsable de la seguretat del govern, va tenir una estreta relació amb Napoleó. A causa de les seues funcions, va ser l'encarregat d'anomenar la comissió militar que hauria de jutjar a Lluís Antoni Enric de Borbó, Duc d'Enghien (el qual ja estava condemnat de bestreta), però s'hi va oposar frontalment.
El 18 de maig de 1804 va ser nomenat mariscal, Gran almirall de l'Imperi, Gran Duc de Berg el 1806 i el 1808 Napoleó el va nomenar rei de Nàpols amb el nom de Joaquim I Napoleó.

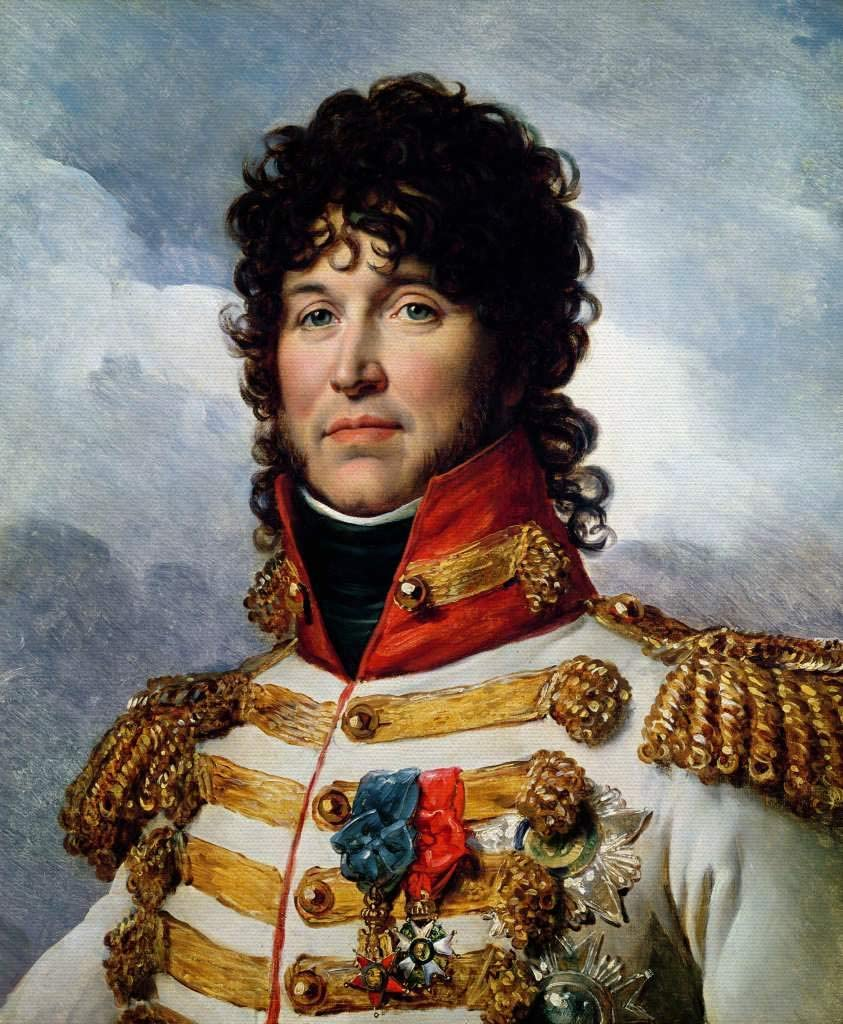
Joachim Murat, rei de Nàpols i mariscal de França

Brillant i audaç en l'ocupació de la cavalleria, Napoleó li va deure una part important de les seues victòries en les batalles d'Austerlitz, Jena i Eylau. Durant la campanya de Prússia, l'any 1806, va dur a terme la terrible persecució després de la batalla de Jena i va arribar a capturar la part essencial de l'exèrcit enemic. Aquesta campanya acabaria amb les seues paraules "Le combat cesse faut de combattants" ("El combat s'acaba per falta de combatents").
L'any 1807, a la batalla d'Eylau, va llançar la càrrega de cavalleria més gran de les guerres napoleòniques, que va involucrar entre 10.000 i 12.000 cuirassers, caçadors, i dragons a fi d'impedir que l'exèrcit rus dividís en dues parts les tropes franceses.
L'1 d'agost de 1808 fou nomenat rei de Nàpols i Sicília, va instaurar una nova constitució i estava al comandament de l'exèrcit francès de Madrid quan va succeir l'Aixecament del 2 de maig que va iniciar la guerra del Francès.
L'any 1812 va participar en la campanya de Rússia i en la batalla de Leipzig, on va lluitar per última vegada per l'emperador.
Va obtenir un acord amb Àustria que li va permetre de mantenir el seu tron de Nàpols. Durant el Govern dels cent dies va trair els seus nous aliats per a intentar sublevar els patriotes italians.

### Detenció i afusellament
Derrotat pels austríacs a la batalla de Tolentino va perdre el tron del Regne de Nàpols i va fugir a Còrsega després de la caiguda de Napoleó. Durant un intent per reconquerir Nàpols, va ser arrestat a Calàbria i afusellat a Pizzo.
Quan va arribar el moment de l'execució, Murat va caminar amb pas decidit, tranquil i impassible com si es tractés d'un pas de revista ordinari a les tropes. No va acceptar la cadira que li van oferir ni tampoc va consentir que li embenaren els ulls: "J'ai bravé la mort trop souvent pour la craindre" ("He desafiat la mort en massa ocasions per a tenir-li por"). Es va mantenir ferm, orgullós i sense mostrar-se intimidat ni perdre els nervis davant dels soldats. Quan va estar preparat, va besar un vidre de quars ataronjat amb el rostre de la seua esposa gravat i va cridar: "Sauvez ma face, visez à mon cœur, feu!" ("Respecteu-me el rostre, apunteu al cor, foc!").